# Svenska mästerskapet i bandy 1915
Svenska mästerskapet i bandy 1915 avgjordes genom att IFK Uppsala vann mot AIK med 2-0 i finalmatchen på Brunnsviken vid Albano i Stockholm den 21 februari 1915.

## Matcher

### Kvartsfinaler
- IFK Uppsala-IK Sirius 9-0
- Johanneshofs IF-Mariebergs IK 6-2
- Djurgårdens IF-Västerås SK 6-0
- AIK-IFK Stockholm 8-2

### Semifinaler
- IFK Uppsala-Johanneshofs IF 9-2
- Djurgårdens IF-AIK 2-2

#### Omspel av semifinal
- 14 februari 1915: AIK-Djurgårdens IF 1-1, 3-1 efter förlängning

### Final
- 21 februari 1915 - IFK Uppsala-AIK 2-0 (Albanobanan, Brunnsviken)

## Svenska mästarna
Mall:IFK Uppsala Bandy 1915

### Fotnoter
1. ↑  Erik Jonsson. ”1907–1919”. Svenska Bandyförbundet. https://www.svenskbandy.se/BANDYFINALEN/HISTORIK/Svenskamastare/Herrar/1907-1919/. Läst 1 september 2011.